# 世田谷代官屋敷
世田谷代官屋敷（せたがやだいかんやしき）は、彦根藩世田谷領の代官を世襲した大場家の私邸かつ役宅で、大場代官屋敷とも呼ばれる。現在の東京都世田谷区世田谷1丁目に置かれた。1952年（昭和27年）に東京都指定史跡に、1978年（昭和53年）に大場家住宅主屋及び表門の二棟が重要文化財に指定された。

## 概要
大場家の屋敷は、はじめ元宿（世田谷区役所のあたり）にあったが、天正の初め（1575年）ごろに現在の場所に移された。現在の建物はその後、7代の盛政が1737年（元文2年）に立て直したものである。1739年（元文4年）に盛政が代官になった際にその私邸が代官屋敷となったため、世田谷代官屋敷は公の陣屋ではない。
現在の敷地内には、後述する表門と主屋のほかに、お白洲の玉砂利が白洲跡として残され、世田谷区名木百選に選定された樹高19メートル、幹周り2.85メートルのタブノキも立つ。

## 建物

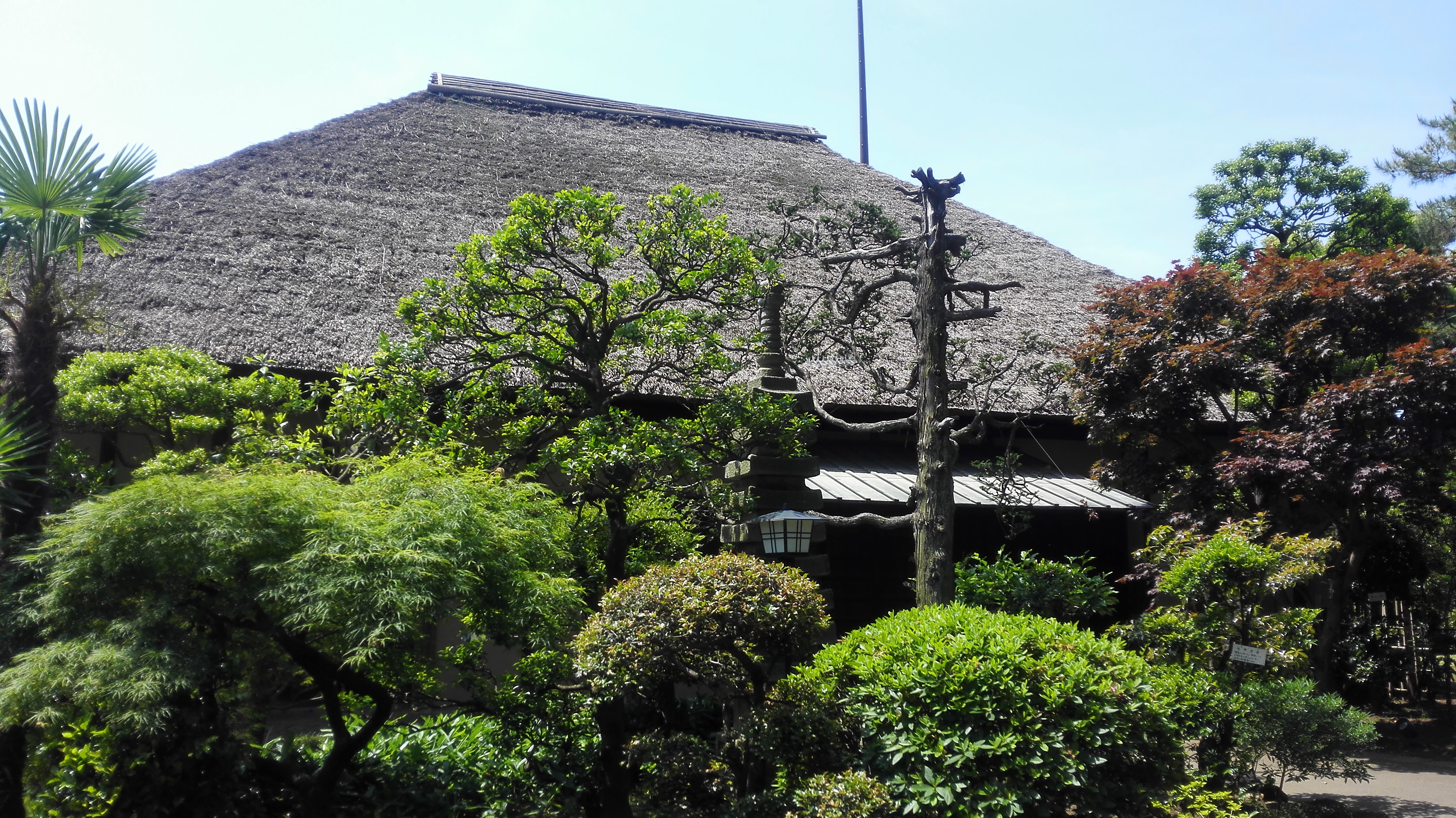
主屋

表門はボロ市の開かれる通称ボロ市通りに面して建つ。
主屋は約70坪で茅葺、寄棟造りである。1952年（昭和27年）11月3日、屋敷が東京都旧跡に指定される。1959年（昭和34年）2月21日、東京都史跡に指定替される。1967年（昭和42年）2月に解体復元工事に着手し、同年5月20日に竣工した。1978年（昭和53年）1月21日、主屋と表門が重要文化財に指定される。

### 主屋（寄棟造・茅葺・北面玄関）
- 桁行：17.33メートル（57.2尺）
- 梁間：11.03メートル（36.4尺）
- 面積：191.15平方メートル（57.84坪）

### 表門（長屋門・寄棟造・茅葺）
- 桁行：7.0メートル（23.1尺）
- 梁間：3.7メートル（12.2尺）
- 面積：25.9平方メートル（7.83坪）

## 屋敷の歴史
大場家の屋敷は元宿（元町：現在の世田谷4丁目、世田谷区役所のあたり）にあったが、大場信久とその嫡男房勝の時代、天正年間初頭に現在地に転居した。
大場家邸宅の普請記録の初見は、信久から数えて7代目の大場六兵衛盛政が建て替えた際の1737年（元文2年）である。盛政は彦根藩から米105俵を借用して邸宅の改築を行った。盛政が代官に登用されると、1753年（宝暦3年）には書院座敷を増築し、居住部分を改修した。1804年（文化元年）には10代当主大場弥十郎景運が書院座敷を建て替えており、景運は1815年（文化12年）に内蔵を建てている。嘉永年間（1848年-1854年）には11代当主大場準之助景長が2階座敷を増築し、その際には名主詰所が設けられた。
1923年（大正12年）には内蔵が建て替えられた。近代には主屋内部の姿が次第に変化したが、1957年（昭和42年）には解体修理によって往時の姿に復元された。書院座敷は敷地内の別の場所に移築されていたが、同1957年には埼玉県入間郡毛呂山町の「新しき村」に移築されている。

## 書院座敷
書院座敷は、大場弥十郎景運の建て替え（1804年）以前から、問屋屋敷の公用座敷として高役人の接待や宿泊上に必須だった。代官職となってからは奉公や法要などの公用が増加したため、いっそう重要となった。盛政が宝暦3年の再改築を企図した重要な要因のひとつとされている。元文2年には「座敷」と称されていたのが、宝暦3年には「書院座敷」と称しているあたりにも、その事情が推察される。

## 大場家
世田谷大場家は桓武平氏大庭景親の子孫と伝えられる。鎌倉時代、大場弥次郎房久が吉良家の家臣となり、武蔵国世田谷に移り住んだ。
大場家（本稿では「宗家」と呼称する）の初代大場越後守信久は、吉良四天王のひとりとして武名を上げたが、吉良家の没落（宗主である後北条家が豊臣秀吉により滅亡させられたことに起因）を契機に土着、帰農することとなる。1578年ころに当時の世田谷新宿に居を移した。当初は元宿（現在の世田谷4丁目）に居を構えていたが、楽市が認許されて以降、嫡男外記房勝と共に上宿（現在の上町）に移り、定住することとなった。
1633年（寛永10年）、井伊家が世田谷領15ヶ村を領有することとなった際、信久の嫡孫盛長が15歳にして世田谷代官（初代）に任ぜられた。盛長は20歳にて没し、代官職は同族の大場市之丞の家系（本稿では「傍家」と呼称する。）が継承する。その後「宗家」大場家は、世田谷村名主や世田谷宿の問屋役を代々継ぎ、7代盛政が大破した住居・座敷を1737年と1751年の二度にわたり再建ないしは補修、現在に残る世田谷代官屋敷が完成した。
1739年（元文4年）、「傍家」4人目の大場市之丞が年貢未納（使い込みという説もある）の罪で罰せられ、田畑・家財没収、追放等の処分を受け、「宗家」大場家の盛政が用賀村名主飯田兵兵衛とともに代官に登用された。爾後1830年までの約90年間、「宗家」大場家が代官役を務めることとなった。
大場家10代目の当主大場弥十郎は1794年（寛政6年）以降40年にわたり代官職を勤めたがその功績により、1830年（文政13年）、一代限りとして士分に取り立てられ、彦根藩士となった。その義理の息子で11代目当主隼之助の代になると世襲が認められることとなった。
同じ敷地内に、世田谷区立郷土資料館がある。

## 参考画像

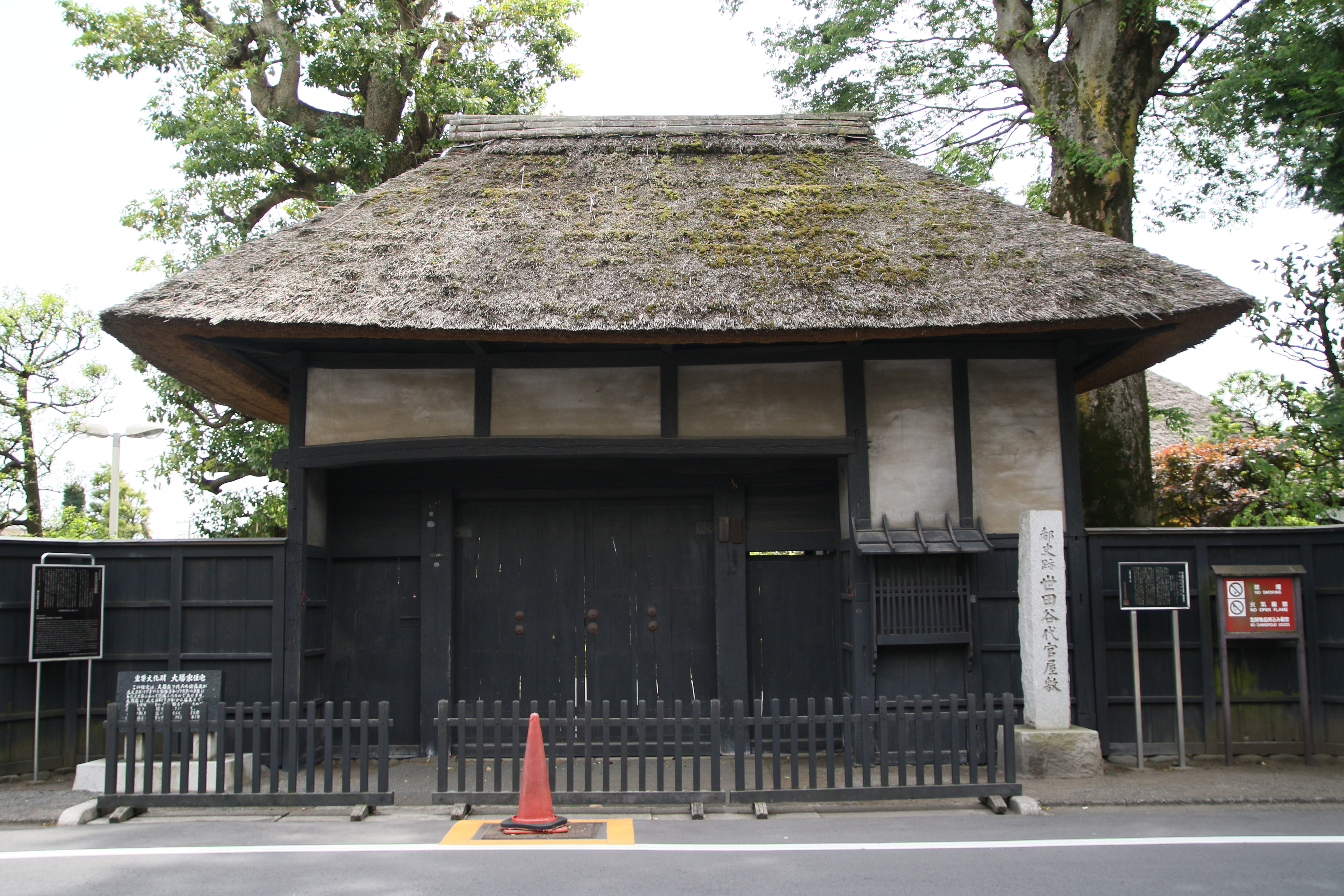
表門
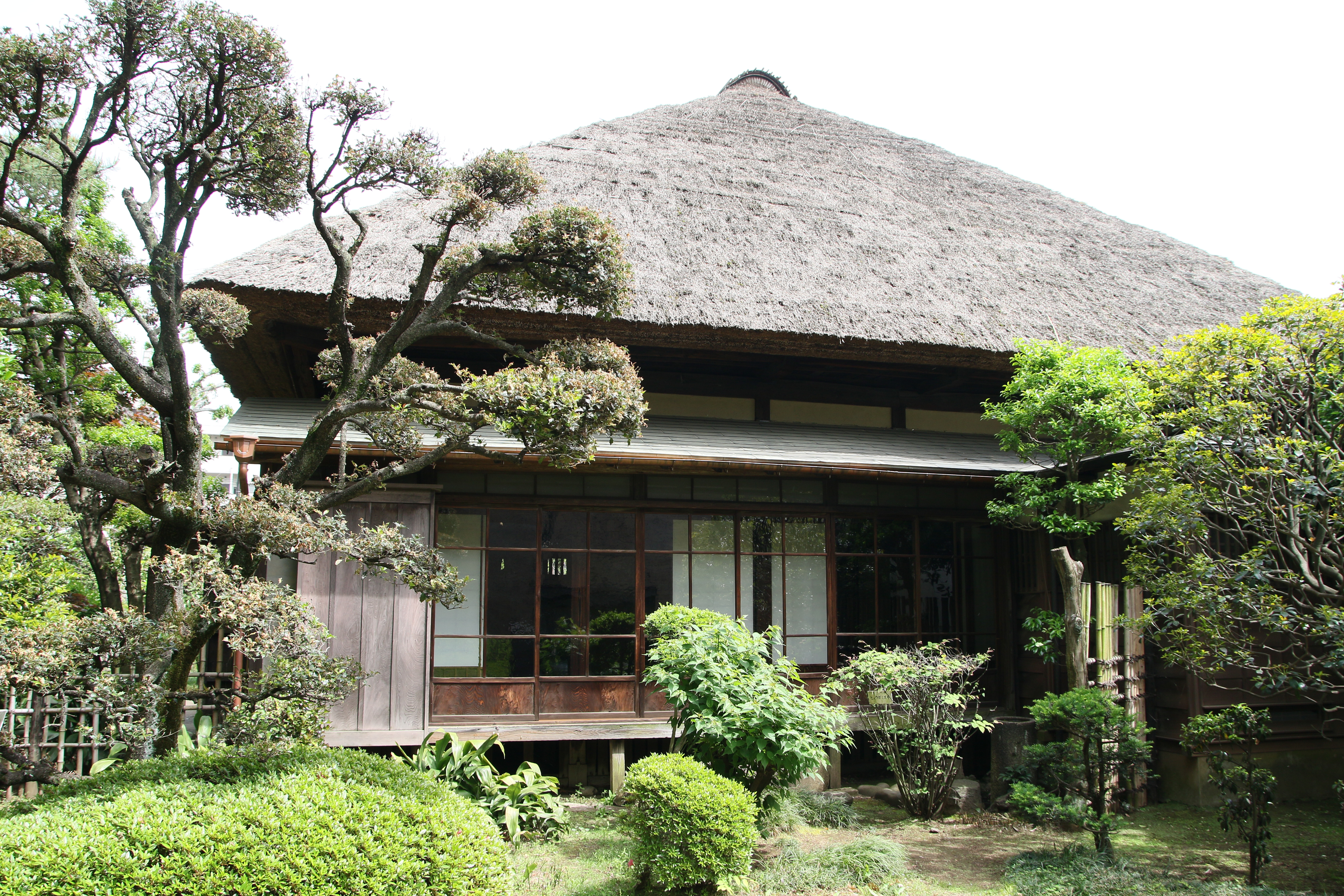
主屋西側
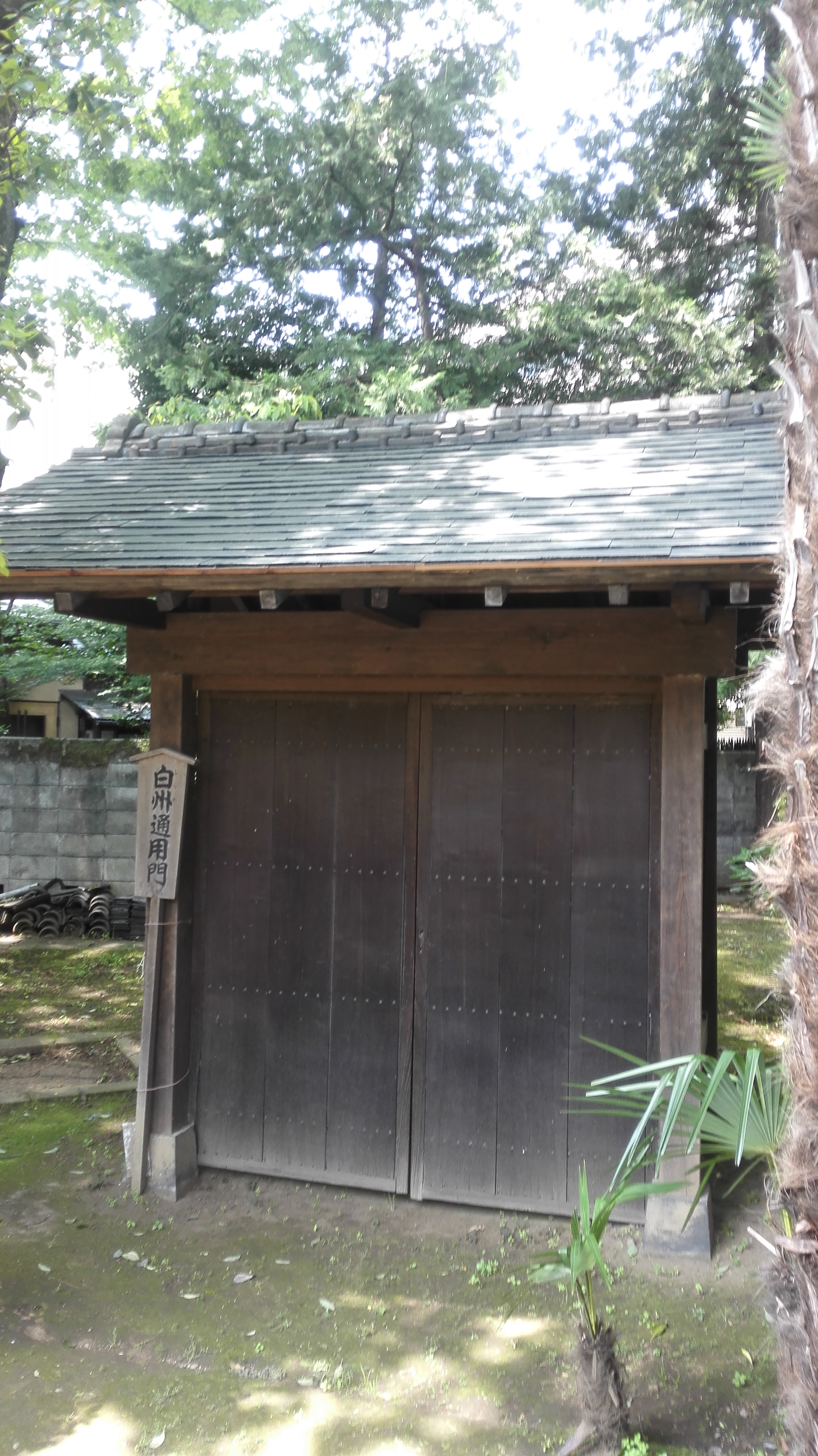
白州通用門
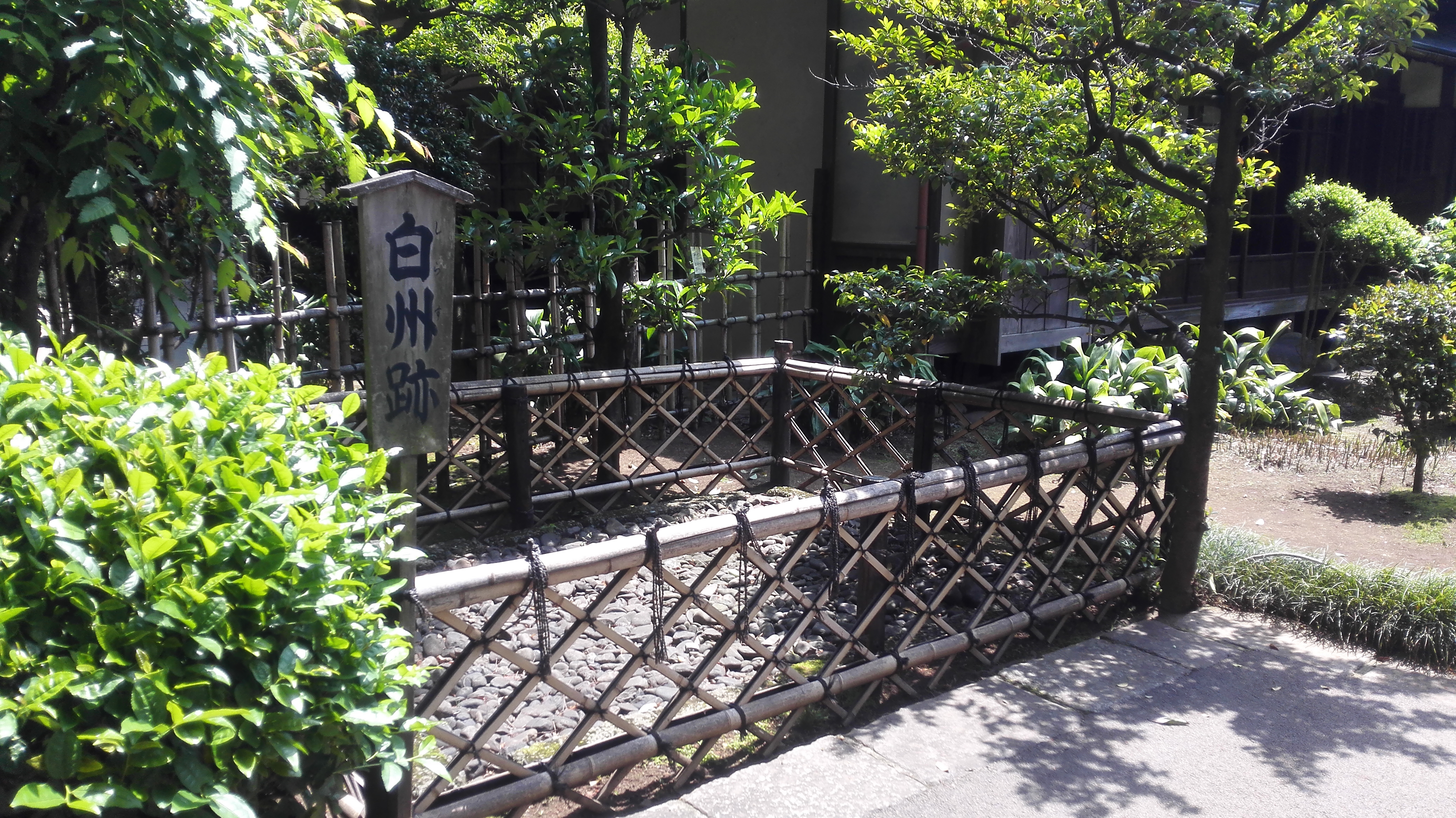
白州跡
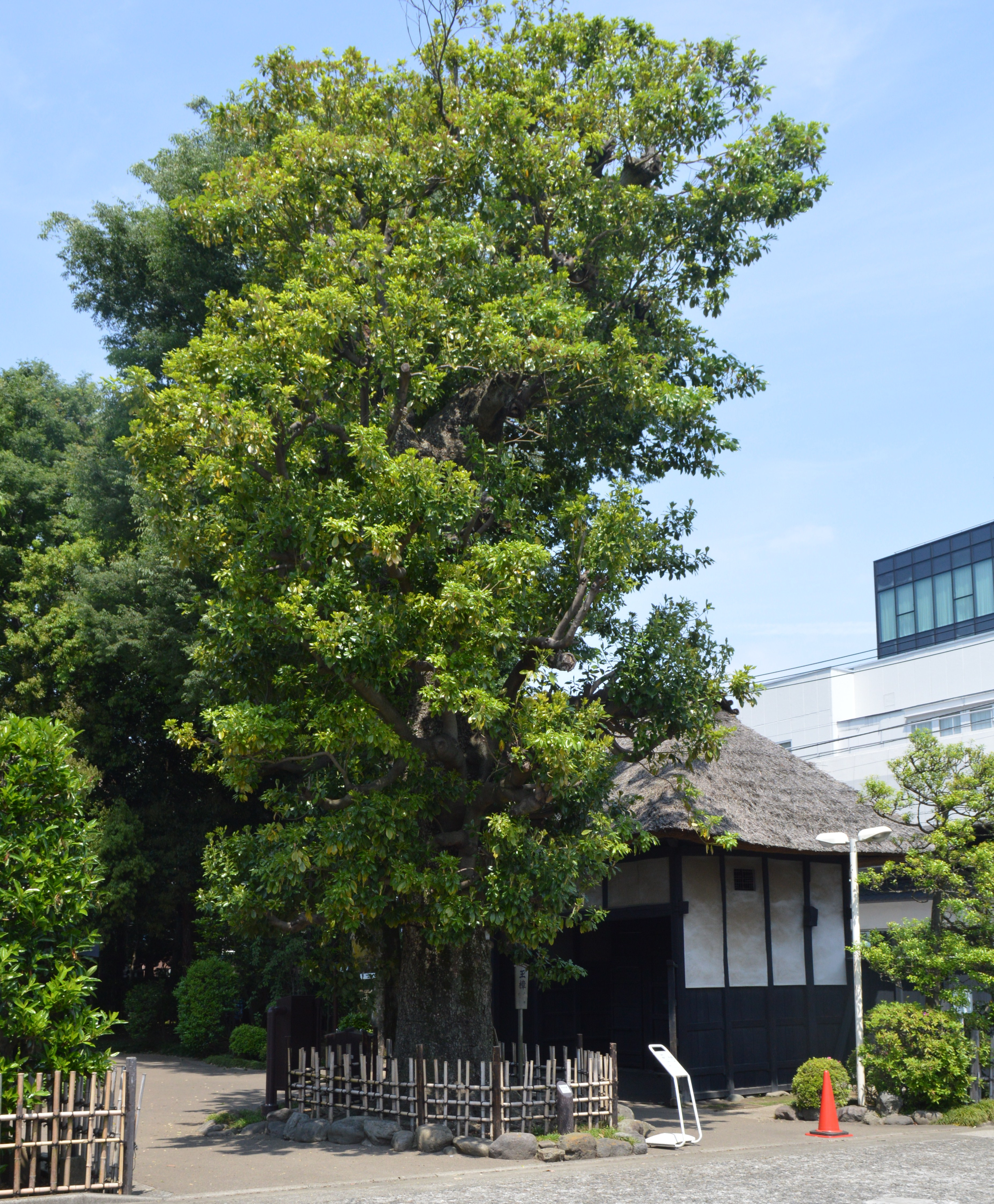
世田谷区名木百選に選定されているタブノキ

## 交通アクセス

### 鉄道
- 東急世田谷線 上町駅下車。徒歩で約5分。

### バス
- 東急バス・小田急バス「上町（かみまち）」バス停下車。徒歩で約5分。

## 近在の施設
- 世田谷区立郷土資料館
- 東京医療保健大学
- ボロ市通り